# Iberiska unionen

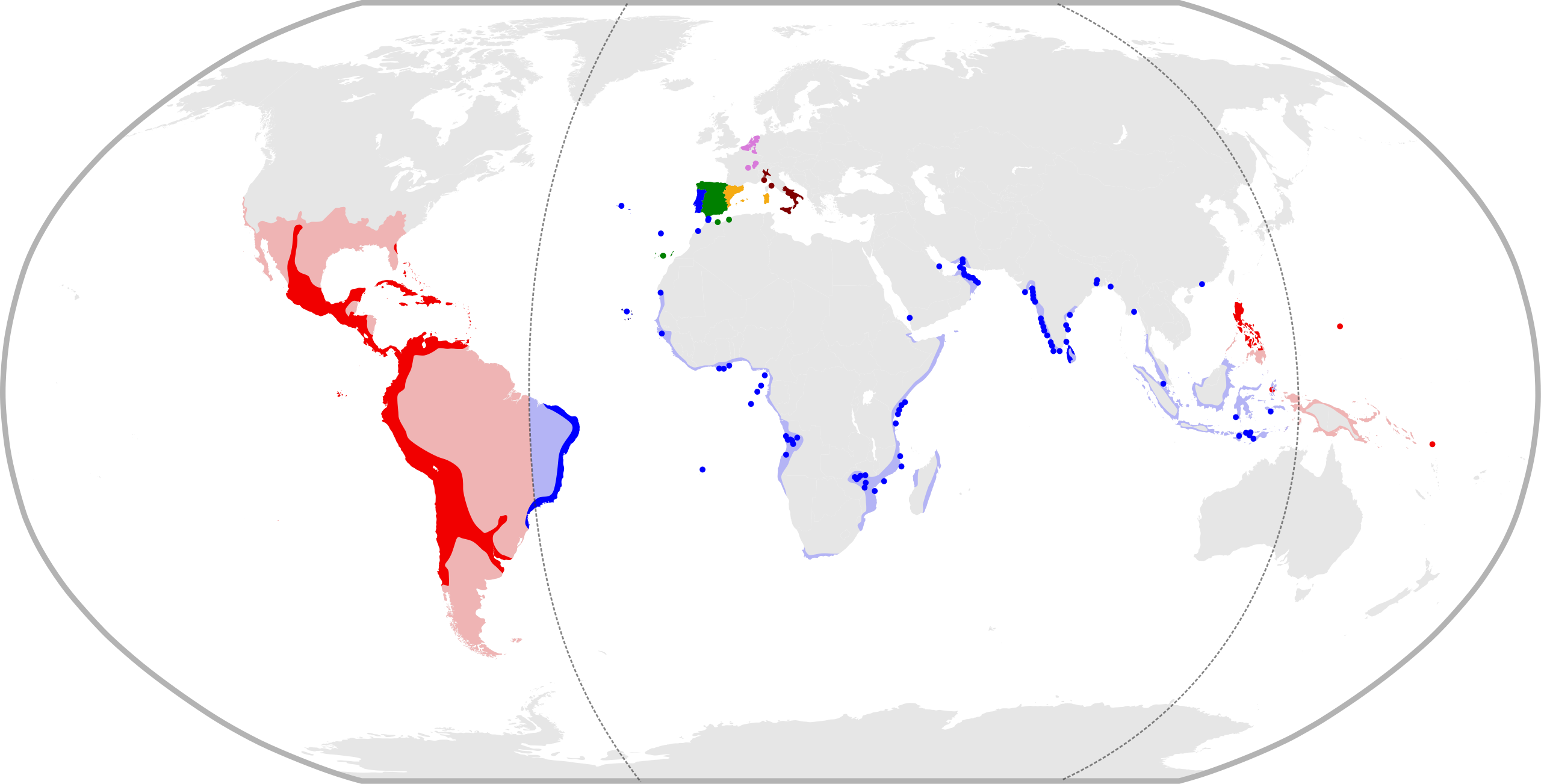
iberiska unionen 1598.

Iberiska unionen var en personalunion mellan Portugal och Spanien. Den fanns åren 1580-1640, och bildades efter Portugisiska tronföljdskriget. Den spanske kungen bemäktigade sig Portugal när Henrik I av Portugal avled utan arvinge. De båda rikena kom aldrig att sammanfogas i någon egentlig realunion och den upplöstes till följd av portugisiska restaurationskriget, som ledde till att Johan IV blev kung av Portugal.

## Unionskungar

Vapen för Filip II och I av Spanien och Portugal, som har vapnet för Portugal infogat över vapnet för Kastilien och León och Aragonien.

- 1580–1598 Filip II av Spanien = Filip I av Portugal (kung av Spanien från 1556)
- 1598-1621 Filip III av Spanien = Filip II av Portugal
- 1621-1640 Filip IV av Spanien = Filip III av Portugal (kung av Spanien till 1665)

### Fotnoter
1. ↑  António Henrique R. de Oliveira Marques, History of Portugal. 1972, page 322. Boris Fausto, A Concise History of Brazil, page 40.